# Mario Baesso
Mario Baesso Aparecido (São Paulo, Brasil, 5 de septiembre de 1945) es un exfutbolista brasileño, que jugaba como delantero.

## Trayectoria
Mario Baesso se inició como profesional el año 1965 en el América Futebol Clube de São José do Rio Preto, en donde jugó dos temporadas. En 1967 el Oakland Clippers de la National Professional Soccer League se hizo de sus servicios, convirtiéndose en campeones del torneo en la única temporada que se jugó, tras derrotar en la final a doble partido a Baltimore Bays. En 1968 llegó al Club América de México y al año siguiente regresó a Oakland Clippers (renombrados como Clippers California) con el que juega algunos partidos de exhibición. En el mismo año 1969 fichó por el Deportivo Sonsonate, de El Salvador por dos años.
En 1972 firmó en el club venezolano Portuguesa FC, en el cual ganó tres campeonatos de Primera División y dos Copa Venezuela. En 1977 regresó a su tierra natal para jugar en el Volta Redonda y ese mismo año pasó a Lota Schwager, en donde se transforma en figura del equipo, en su destacada participación en la Primera División 1977. Por sus buenas actuaciones en el equipo lotino, en la siguiente temporada reforzó al O'Higgins de Luis Santibáñez, que preparaba un equipo millonario y lleno de figuras con el objetivo de obtener el título, pero ni Baesso ni el conjunto rancagüino estuvieron a la altura de las expectativas, no obstante lograron el tercer lugar de la tabla, y ganaron la Liguilla Pre-Libertadores 1978 que significó la primera clasificación de O'Higgins a un torneo internacional. Posterior a ello se desempeñó brevemente en Curicó Unido de la Segunda División con un bajo rendimiento, y en Deportes Iquique donde ganó la Copa Polla Gol 1980
En 1981 regresó nuevamente a su país para jugar en Vasco da Gama y el siguiente año en Desportiva-ES. Se retiró el año 1983 tras defender aquella temporada la camiseta de Deportivo Quevedo de Ecuador.

## Clubes
| Club                | País           | Año       |
| ------------------- | -------------- | --------- |
| América-SP          | Brasil         | 1965-1967 |
| Oakland Clippers    | Estados Unidos | 1967-1968 |
| América             | México         | 1968-1969 |
| Clippers California | Estados Unidos | 1969      |
| CD Sonsonate        | El Salvador    | 1969-1971 |
| Portuguesa FC       | Venezuela      | 1972-1976 |
| Volta Redonda       | Brasil         | 1977      |
| Lota Schwager       | Chile          | 1977      |
| O'Higgins           | Chile          | 1978      |
| Curicó Unido        | Chile          | 1979      |
| Deportes Iquique    | Chile          | 1980      |
| Vasco da Gama       | Brasil         | 1981      |
| Desportiva-ES       | Brasil         | 1982      |
| Deportivo Quevedo   | Ecuador        | 1983      |

## Palmarés

### Torneos nacionales
| Título           | Club             | País           | Año  |
| ---------------- | ---------------- | -------------- | ---- |
| NPSL             | Oakland Clippers | Estados Unidos | 1967 |
| Primera División | Portuguesa FC    | Venezuela      | 1973 |
| Copa Venezuela   | Portuguesa FC    | Venezuela      | 1973 |
| Primera División | Portuguesa FC    | Venezuela      | 1975 |
| Primera División | Portuguesa FC    | Venezuela      | 1976 |
| Copa Venezuela   | Portuguesa FC    | Venezuela      | 1976 |
| Copa Chile       | Deportes Iquique | Chile          | 1980 |